# إيزوثيوسيانات

الصيغة العامة لمجموعة إيزوثيوسيانات الوظيفية.

إيزوثيوسيانات في الكيمياء العضوية هي مجموعة وظيفية تتألف من ثلاث ذرات وهي نتروجين وكربون وكبريت على الترتيب التالي : N=C=S– . يمكن نظرياً الحصول على الإيزوثيوسيانات بإبدال ذرة كبريت موضع ذرة أكسجين في إيزوسيانات.
إن العديد من مركبات إيزوثيوسيانات الطبيعية تستحصل من النباتات عن طريق التحويل الإنزيمي للمستقلبات التي تدعى غلوكوسينولات. من أمثلة مركبات إيزوثيوسيانات الطبيعية مركب إيزوثيوسيانات الأليل ومشتقاته، التي تعرف باسم زيت الخردل.